# Smittia macrura
Smittia macrura är en tvåvingeart som beskrevs av Maurice Emile Marie Goetghebuer 1932. Smittia macrura ingår i släktet Smittia och familjen fjädermyggor. Inga underarter finns listade i Catalogue of Life.